# La Folle Aventure des Durrell
La Folle Aventure des Durrell (The Durrells, aux États-Unis The Durrells in Corfu) est une série télévisée britannique en 26 épisodes d'environ 46 minutes basée sur la Trilogie de Corfou, récits autobiographiques de Gerald Durrell, frère du romancier Lawrence Durrell, sur son enfance en famille à Corfou, et diffusée entre le 3 avril 2016 au 12 mai 2019 sur ITV. Elle a été diffusée aux États-Unis à partir du 16 octobre 2016 dans Masterpiece sur le réseau PBS.
En France, elle a été diffusée à partir du 16 juillet 2017 sur France 3 et sur Arte. Elle est rediffusée sur Arte en 2024 sous le titre The Durrells : une famille anglaise à Corfou. En Suisse, elle est diffusée sur RTS Un. Elle reste inédite dans les autres pays francophones.

## Synopsis
En 1935, la famille Durrell dépérit à Bournemouth, où elle vit chichement. Tous ses membres sont anticonformistes et prêts à l'aventure sous d'autres cieux. Louisa Durrell, veuve, se désespère et se console avec du gin. Son second fils, Leslie, ne pense qu'aux armes à feu. Sa fille, Margo, passe pour une idiote. Le petit dernier, Gerry, passionné par les animaux, ne s'intègre pas au rude système scolaire anglais. Le fils aîné, l'aspirant écrivain Larry, leur propose d'aller s'installer sur l'île grecque de Corfou, où ils pourront prendre un nouveau départ loin de la pluvieuse et coûteuse Angleterre.
Dès leur arrivée, ils sont accueillis par un chauffeur de taxi anglophile, Spiros. Il les aide à trouver une maison à louer ; celle-ci tombe en ruine mais surplombe la mer. Une femme de ménage sourcilleuse, Lugaretzia, vient à la rescousse. À la découverte des animaux de l'île, Gerry fait la connaissance d'un biologiste qui devient son ami, Theodore Stephanides, puis d'un prisonnier libéré le week-end pour pêcher dans la lagune. Sa ménagerie s'agrandit chaque jour. Leslie tombe amoureux d'une fille de l'île, Alexia, mais l'affaire tourne court. Margo prend des bains de soleil, perd son temps, rêve d'amour et finit après quelques déboires par trouver sa place auprès d'une comtesse française. Larry, persuadé de son propre génie, travaille d'arrache-pied à ses écrits et commence à rencontrer le succès. Louisa fait face à tout avec courage et tendresse, flirte peut-être vainement avec un Suédois qui a su opérer Larry d'une appendicite. La vie à Corfou est comme un rêve.

## Distribution

### Principaux
- Keeley Hawes (VF : Hélène Bizot (saison 1) puis Rafaèle Moutier) : Louisa Durrell (saisons 1 à 4)
- Milo Parker (en) (VF : Camille de la Rüe (saison 1), Emmylou Homs (saisons 2-3) puis Tom Trouffier (saison 3, épisode 7 à saison 4)) : Gerald « Gerry » Durrell (saisons 1 à 4)
- Josh O'Connor (VF : Pascal Nowak) : Larry Durrell (saisons 1 à 4)
- Daisy Waterstone (en) (VF : Clara Soares (saison 1) puis Lila Lacombe) : Margaret « Margo » Durrell (saisons 1 à 4)
- Callum Woodhouse (en) (VF : Maxime Baudouin) : Leslie Durrell (saisons 1 à 4)
- Yorgos Karamihos (el) (VF : Matthieu Albertini) : Dr Theodore « Theo » Stephanides (saisons 1 à 4)
- Anna Savva (en) (VF : Véronique Augereau) : Lugaretzia (saisons 1 à 4)
- Aléxis Georgoúlis (VF : Éric Herson-Macarel) : Spýros Hakaiópoulos (saisons 1 à 4)
- Miles Jupp (en) (VF : Jérôme Rebbot) : Basil (saison 4, récurrent saison 3)

### Récurrents
- Lucy Black (VF : Laurence Dourlens (saison 1) puis Léovanie Raud) : Florence Petrides (saisons 1 à 4)
- Alexis Conran (en) (VF : Guillaume Bourboulon) : Dr Petrides (saisons 1 à 4)
- Ulric von der Esch (sv) (VF : Alexis Victor) : Sven Lundblad (saisons 1 à 4)
- Leslie Caron (VF : Marion Game (saison 1) puis Nathalie Bleynie) : la comtesse Mavrodaki (saison 1, invitée saisons 2 et 3)
- Nikos Orestis Chaniotakis (VF : Fabrice Fara) : Pavlos (saison 2, invité saisons 1, 3 et 4)
- Barbara Flynn (en) (VF : Marie-Martine) : tante Hermione (saison 3, invitée saisons 1, 2 et 4)
- Ben Hall (VF : Alexandre Gillet) : Donald (saisons 1-2)
- James Cosmo (VF : Philippe Catoire) : le capitaine Creech (saison 1, invité saisons 3-4)
- Felicity Montagu (en) (VF : Ariane Deviègue) : Prudence (saison 4, invitée saisons 1 et 3)
- Jeff Rawle (VF : Bernard Bollet) : Geoffrey (saison 4, invité saisons 1 et 3)
- Jeremy Swift (VF : Thierry Kazazian) : Dennis (saison 1)
- Daniel Lapaine (VF : Sébastien Desjours) : Hugh Jarvis (saison 2)
- Errika Bigiou (VF : Charlotte Junière) : Vasilia Prifona (saison 2)
- Merch Husey (VF : Taric Mehani) : Zoltan (saison 3, invité saisons 2 et 4)
- Trevor White (en) (VF : Yann Guillemot) : Henry Miller (saison 3)
- Elli Tringou (VF : Elsa Bougerie) : Daphne Likourgou (saisons 3-4)
- Olivia Lebedeva-Alexopoulou (VF : Isabelle Volpé) : Galini (saisons 3-4)

Version française dirigée par Blanche Ravalec au studio Nice Fellow (saison 1) puis Catherine Brot au studio Karina Films (saisons 2 à 4), d'après une adaptation des dialogues de Cécile Favre, Marie-Isabelle Chigot (saison 1), Aurélia Mathis, François Dorothé et Jean-François Grassineau (saisons 2 à 4).
 Source et légende : version française (VF) sur RS Doublage, Doublage Séries Database et crédits du générique de fin.

## Épisodes
| Saison | Nombre d'épisodes | Diffusion au Royaume-Uni    |
| ------ | ----------------- | --------------------------- |
| 1      | 6                 | 3 avril 2016 - 8 mai 2016   |
| 2      | 6                 | 23 avril 2017 - 28 mai 2017 |
| 3      | 8                 | 18 mars 2018 - 6 mai 2018   |
| 4      | 6                 | 7 avril 2019 - 12 mai 2019  |